# Сатријано
Сатријано (итал. Satriano) је насеље у Италији у округу Катанцаро, региону Калабрија.
Према процени из 2011. у насељу је живело 1200 становника. Насеље се налази на надморској висини од 310 м.

## Становништво
Према резултатима пописа становништва 2011. у општини је живело 3.314 становника.
| 1931. | 1936. | 1951. | 1961. | 1971. | 1981. | 1991. | 2001. | 2011. |
| ----- | ----- | ----- | ----- | ----- | ----- | ----- | ----- | ----- |
| 3.803 | 3.649 | 3.839 | 3.405 | 3.174 | 3.136 | 3.044 | 3.102 | 3.314 |